# Cristina Seguí i Garcia
Cristina Seguí i Garcia (València, 14 de març de 1978) és una polemista i periodista valenciana d'ideologia conservadora, espanyolista, anticatalanista i blavera. És cofundadora del partit polític Vox, del qual se n'anà en novembre de 2014, pocs mesos després de la seua fundació.

## Biografia
Professionalment, ha treballat com a hostessa a unes línies aèries, i dissenyadora gràfica, tot i que no arribà a acabar aquesta carrera, abans de començar a ser coneguda per les seues incursions a la política i la premsa. Vinculada d'ençà de la seua fundació en 2014 a Vox, tot arribant a liderar de forma efímera aquest partit a València, en novembre de 2014 anuncià la seua desvinculació de la formació. El 6 de novembre de 2014 anuncià la seua dimissió com a presidenta del partit Vox a València i el seu abandó de militància. Crítica amb l'estratègia del partit, ha continuat no obstant defenent alguns dels seus postulats.
Ha col·laborat amb el mitjà en línia Okdiario, ha participat també com a suposada analista política en programes de televisió sobre actualitat política com Cuatro al día i Todo es mentira de la cadena de TV espanyola Cuatro; d'aquest darrer fou expulsada pel seu director Risto Mejide després de refusar retractar-se per anomenar "la Monica Lewinsky de Puigdemont" i "gentola" a Beatriz Talegón.
El juliol de 2024, un jutjat de València imposà una pena de 15 mesos de presó a Cristina Seguí per denigrar una nena, víctima d'una violació en grup a la localitat valenciana de Burjassot, quan difongué un vídeo de la menor d'edat gravat amb unes amigues, i Cristina insinuava que la noia s'havia inventat l'agressió. El 27 de desembre de 2024 l'Audiència Provincial de València confirmà la pena de 15 mesos de presó a Seguí, a més d'indemnitzar la víctima amb 12.000 euros, per un delicte contra la integritat moral.

## Obra escrita
- Seguí, Cristina. Manual para defenderte de una feminazi: y otros asuntos de alta necesidad, 2019, p. 198. ISBN 9788417672454.
- Seguí, Cristina. La mafia feminista, 2021, p. 324. ISBN 9788418162695.